# 6546 Kaye
6546 Kaye è un asteroide della fascia principale. Scoperto nel 1987, presenta un'orbita caratterizzata da un semiasse maggiore pari a 3,2260964 au e da un'eccentricità di 0,1038249, inclinata di 14,40989° rispetto all'eclittica.
L'asteroide è dedicato all'attore statunitense Danny Kaye.